# Quarry
Quarry é uma série criminal baseada nas novelas por Max Allan Collins. A primeira temporada de oito episódios foi encomendada pelo Cinemax em fevereiro de 2015. Foi adaptada para televisão por Graham Gordy e Michael D. Fuller e dirigida por Greg Yaitanes. Apesar da série se basear sobretudo em Memphis, foi também filmada em Nova Orleães. A série estreou no canal estadounidense a 9 de setembro de 2016.
Quarry acompanha a história de Mac Conway, um Marine que regressa para a sua casa do Memphis do Vietname, em 1972, e descobre que foi rejeitado por aqueles que ama e demonizado pelo público. Na sua tentativa de lidar com as suas experiências de guerra, Conway é arrastado para uma rede de assassinatos e corrupção que se estende por todo o Rio Mississipi.